# Сприггина
Спригги́на (лат. Spriggina) — род организмов эдиакарской биоты из семейства Sprigginidae, возраст окаменелостей которых составляет 550 млн лет (эдиакарский период). Тело сегментировано, длиной от 3 до 5 см. Конец тела покрыт двумя рядами жёстких перекрывающихся пластин, в переднем отделе тела несколько сегментов срастаются с образованием «головы», на которой, вероятно, располагались антенны и глаза. Представители рода вероятно вели хищнический образ жизни.
Родственные связи сприггины в настоящее время не ясны. Её рассматривают как представителя эдиакарских организмов типа проартикулят, как члена клады Rangeomorpha, как один из видов рода Charniodiscus или даже как отдельный тип, а также как кольчатого червя или как членистоногое, похожее на трилобитов. Отсутствие сегментированных конечностей, скользяще-симметричные, а не просто симметричные сегменты свидетельствуют о том, что, несмотря на внешнее сходство, отнесение сприггины к членистоногим и кольчатым червям маловероятно.

## История изучения и классификация
Род был назван в честь Рега Спригга (англ. Reg Sprigg), который открыл ископаемые Эдиакарских холмов в Австралии и был сторонником их рассмотрения как многоклеточных организмов. Единственным общепризнанным видом рода является Spriggina floundersi Glaessner, 1958. Видовое название дано в честь Бена Флоундерса (англ. Ben Flounders) — южноавстралийского охотника за ископаемыми. Вид Spriggina ovata в настоящее время выделен в отдельный род Marywadea.

## Описание

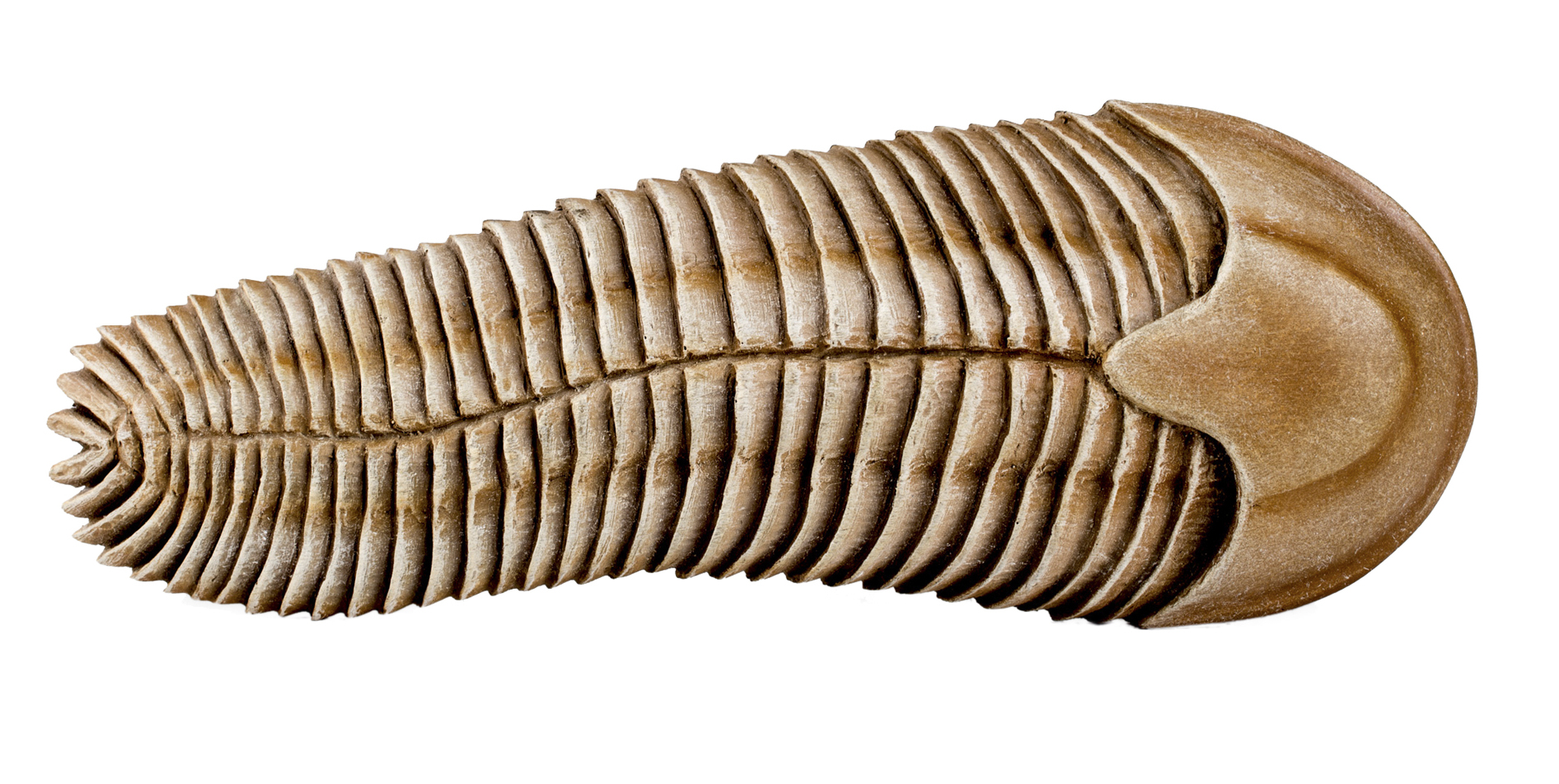
Устаревшая реконструкция Spriggina floundersi, не учитывающая скользящую симметрию сегментов и особенности их роста в районе головного сегмента

Тело сприггины было близко к продолговатой форме, длиной около 3 см. Ранние интерптетации считали, что первые два сегмента образовывали «голову» из которых первый подковообразный сегмент имел пару углублений на верхней поверхности (предположительно для глаз), а на втором сегменте могли располагаться антенны. Также предполагали круглый рот в центре полукруглой головы, хотя такая интерпретация всегда была спорной ввиду небольших размеров сприггины по сравнению с крупными гранулами песчаника, в которых сохранились её окаменелости. Современные интерпретации считают, что «голова» по сути является первым из сегментов, не отличающимся принципиально от остальных, хотя, вероятно, и свободноплавающим в личиночной стадии. Сегментация симметричная, но со сдвигом на половину сегмента. При этом верхняя поверхность тела, скорее всего, была относительно гладкой. Предположительно питалась бактериальными матами. Питание происходило забором пищевых частиц в эпителиальную складку, расположенную с брюшной стороны на продольной оси симметрии или даже на каждом отдельном сегменте. Непереваренные частицы выделялись с внешней стороны сегментов, которые представляли собой что-то по типу пищеварительных трубок на большей части своей длины (ранее нечёткие отпечатки этих выделений трактовали как «щетинки» или «ножки»). Рост сприггины в длину происходил зарождением новых сегментов в хвостовой области с последующим увеличением их до размеров остальных. Встречаются нарушения сегментации по типу вклинивания новых осей симметрии и роста во взрослом организме — предполагалось размножение почкованием, но сейчас предпочтение отдаётся версии, что это связано с механическими повреждениями и регенерацией.
Окаменелости сприггины обнаруживаются только в отложениях эдиакарского периода. Ископаемые из Виндхьи, датированные 1200 млн лет, были классифицированы как сприггины, однако, вероятнее всего, они являются микробным артефактом.
В более ранней интерпретации сприггину представляли хищником, сыгравшим роль в начале кембрийского взрыва.

## Родственные связи
Как в случае других представителей эдиакарской биоты, родственные связи сприггины не ясны. Несмотря на скользящую симметрию, только благодаря некоторому сходству, ранее исследователи пытались причислить сприггину к многощетинковым червям, к членистоногим или к классу трилобитов. Впрочем, всегда оговаривалось, что сходство может быть результатом конвергентной эволюции. Сейчас её относят к проартикулятам — группе листовидных эдиакарских организмов. В последнее время, на основе анализа сохранившихся в окаменелостях белков считается, что всю эту группу организмов можно отнести к царству животных, хотя вполне вероятно, что она входила в отдельное ныне вымершее царство.